# Isabella Laböck
Isabella Laböck (* 6. April 1986 in Prien am Chiemsee, Bayern) ist eine ehemalige deutsche Snowboarderin. Sie startete in den Disziplinen Parallel-Riesenslalom, Parallelslalom, Riesenslalom und Snowboardcross und war Mitglied des deutschen Snowboard-Weltcupteams. 2013 wurde sie Weltmeisterin im Parallel-Riesenslalom.

## Werdegang
Laböck kam als Sechsjährige über ihren älteren Bruder Dominik Laböck zum Snowboard-Sport. Bereits zwei Jahre später startete sie mit ihren ersten Rennen im Kinder- und Jugendbereich. Laböck war hier über Jahre ungeschlagen. In der Saison 1997/98 nahm sie am FIS-Rennen in Lenggries teil, wurde 19. und 17. im Snowboard-Riesenslalom. Zwei Jahre später nahm sie an den internationalen polnischen Meisterschaften in Szczawnica teil und wurde Sechster im Riesenslalom und Fünfter im Parallelslalom. Die ersten deutschen Meisterschaften 2001 in Götschen/Bischofswiesen verliefen für Laböck mittelmäßig mit Platz 19 im Parallelriesenslalom und Platz 11 im Parallelslalom. Am 29. Januar 2002 gab sie ihr Debüt im Snowboard-Weltcup in Bad Gastein und belegte im Parallelslalom den 33. Platz. Bei ihren ersten Snowboard-Juniorenweltmeisterschaften 2002 in Cardrona gewann sie im Parallelriesenslalom die Silbermedaille. 2002 gewann sie bei der Sandboard-Weltmeisterschaften in Hirschau in der Kategorie Juniorinnen zweimal die Bronzemedaille und einmal die Goldmedaille. In der Saison 2002/03 nahm sie zum ersten Mal am Snowboard-Europacup teil. Beim Europacup im Bischofswiesen kam sie im Snowboardcross-Wettbewerb auf den vierten Platz. Sie wurde in der Gesamtwertung Parallel 104. und im Snowboardcross 12.
Im Weltcup konnte sie in Berchtesgaden mit den Plätzen 26. und 25. im Snowboardcross ihre ersten Weltcuppunkte sammeln und kam in der Gesamtweltcup Snowboardcross auf den 44. Platz. Bei ihren zweiten Juniorenweltmeisterschaften 2003 in Prato Nevoso kam sie im Snowboardcross auf den 16. Platz und im Parallelriesenslalom auf den 13. Platz. In der Weltcup-Saison 2003/04 beendete sie alle Rennen zwischen den Plätzen 38. bis 47. und kam am Ende in der Gesamtwertung Parallel auf den 68. Platz. Im Europacup lief es dagegen besser als im Weltcup, denn sie erreichte in Berchtesgaden den 14. Platz und in Leysin den 12. Platz im Parallelriesenslalom und kam im Europacupgesamtwertung Parallel auf den 43. Platz. Sie bestritt ihre dritten Juniorenweltmeisterschaften 2004 in Oberwiesenthal/Klinovec. Die Ergebnisse waren ein sechster Platz im Parallelriesenslalom und ein 13. Platz im Snowboardcross. Die zweiten Deutschen Meisterschaften 2004 in Bischofswiesen verliefen sehr erfolgreich, denn sie gewann die Bronzemedaille im Parallelslalom, den vierten Platz im Snowboardcross und den neunten Platz im Parallelriesenslalom. In der Weltcup-Saison 2004/05 war sie nur in Winterberg zu sehen und kam auf den 40. Platz im Parallelslalom. Im Europacup belegte sie dreimal den zehnten Platz und belegte im Gesamtweltcup Parallel den 42. Platz. Bei ihrer ersten Weltmeisterschaften 2005 in Whistler Mountain kam sie im Parallelriesenslalom auf den 38. Platz und im Parallelslalom auf den 35. Platz. Auch in der Saison 2005/06 war sie nur beim Weltcup in Sölden im Parallelriesenslalom und kam als 41. ins Ziel. In der Gesamtwertung Parallel kam sie auf den 80. Platz. Sie gewann in der Europacup-Saison 2005/06 ihren ersten Podestplatz mit Platz drei in Radstadt im Parallelslalom und erreichte im Europcupgesamtwertung den 18. Platz. Bei ihren letzten Juniorenweltmeisterschaften 2006 in Vivaldi Park gewann sie die Silbermedaille im Parallelriesenslalom. Sie gewann bei den deutschen Meisterschaften 2007 im Kaunertal die Silbermedaille im Parallelslalom und belegte den 13. Platz im Parallelriesenslalom. Im Oktober 2006 fuhr Labböck in Sölden auf Platz vier und konnte im italienischen San Vigilio di Marebbe mit einem dritten Platz das vorige Ergebnis übertreffen. Weitere Platzierungen unter den besten zehn folgten. Am Ende kam der 10. Parallel-Gesamtwertungsplatz heraus. Im Europacup erreichte sie den achten Platz in Nendaz im Parallelslalom und wurde 60. in der Parallelgesamtwertung. Die Weltmeisterschaften 2007 in Arosa verliefen viel besser als zwei Jahre zuvor. Im Parallelriesenslalom kam der 11. Platz und im Parallelslalom der siebente Platz heraus.
Beim Weltcupwochenende 2007/08 in Limone Piemonte wurde sie im Parallelriesenslalom disqualifiziert. Im weiteren Verlauf der Saison war ihr bestes Saisonergebnis ein sechster Platz in La Molina im Parallelslalom. Sie kam am Saisonende im Gesamtwertung Parallel auf den 13. Platz. Im Europacup 2007/08 verpasste sie mit Platz vier knapp das Podest im Parallelslalom in Bad Gastein und in Nendaz wurde sie Siebente ebenfalls im Parallelslalom. Sie sicherte sich im Europacugesamtwertung den 41. Platz. Sie gewann in der Saison 2008/09 den zweiten Platz im German Snowboard Series in Hochfügen. Im Dezember 2008 gewann sie den dritten Platz im Parallelslalom in Arosa. Die weiteren Plätze im Weltcup waren zwischen Platz acht und Platz 12. Im Gesamtwertung Parallel kam sie auf den neunten Platz. Bei den deutschen Meisterschaften 2009 in Bischofswiesen/Götschen gewann sie die Silbermedaille im Parallelriesenslalom. Zu Beginn der Saison 2009/10 fuhr sie bei den Deutschen Meisterschaften 2010 im Parallelriesenslalom in Hochfügen auf dem fünften Platz. Im allerersten Nor-Am Cup im Dezember 2009 fuhr Laböck in Steamboat Springs im Parallelriesenslalom auf den zweiten Platz. In der Olympiasaison kam sie im Weltcup viermal unter den ersten zehn. In der Gesamtwertung Parallel wurde zehnte. Im Europacup 2009/10 trat sie bei nur bei drei Europacupstationen an. Ihr bestes Ergebnis war ein siebenter Platz im Parallelriesenslalom in Carezza. Sie landete in der Gesamtwertung Parallel auf dem 57. Platz. Bei ihrer ersten Olympiateilnahme 2010 in Vancouver kam sie nur auf dem 15. Platz im Parallelriesenslalom. Zu Beginn der Saison startete sie im Nor-Am Cup 2010/11 und konnte gleich das erste Rennen im Parallelriesenslalom als Dritte abschließen. Am nächsten Tag konnte sie das zweite Rennen im Parallelslalom gewinnen. Im weiteren Verlauf der Saison gewann sie zweimal den zweiten Platz im Weltcup in Telluride und in Valmalenco und kam in der Weltcupgesamtwertung Parallel auf den fünften Platz. Die Weltmeisterschaften 2011 in La Molina schloss sie im Parallelriesenslalom und im Parallelslalom mit den Plätzen 11 und 28 ab. Bei den deutschen Meisterschaften 2011 gewann sie im Parallelriesenslalom in Bischofswiesen die Bronzemedaille.

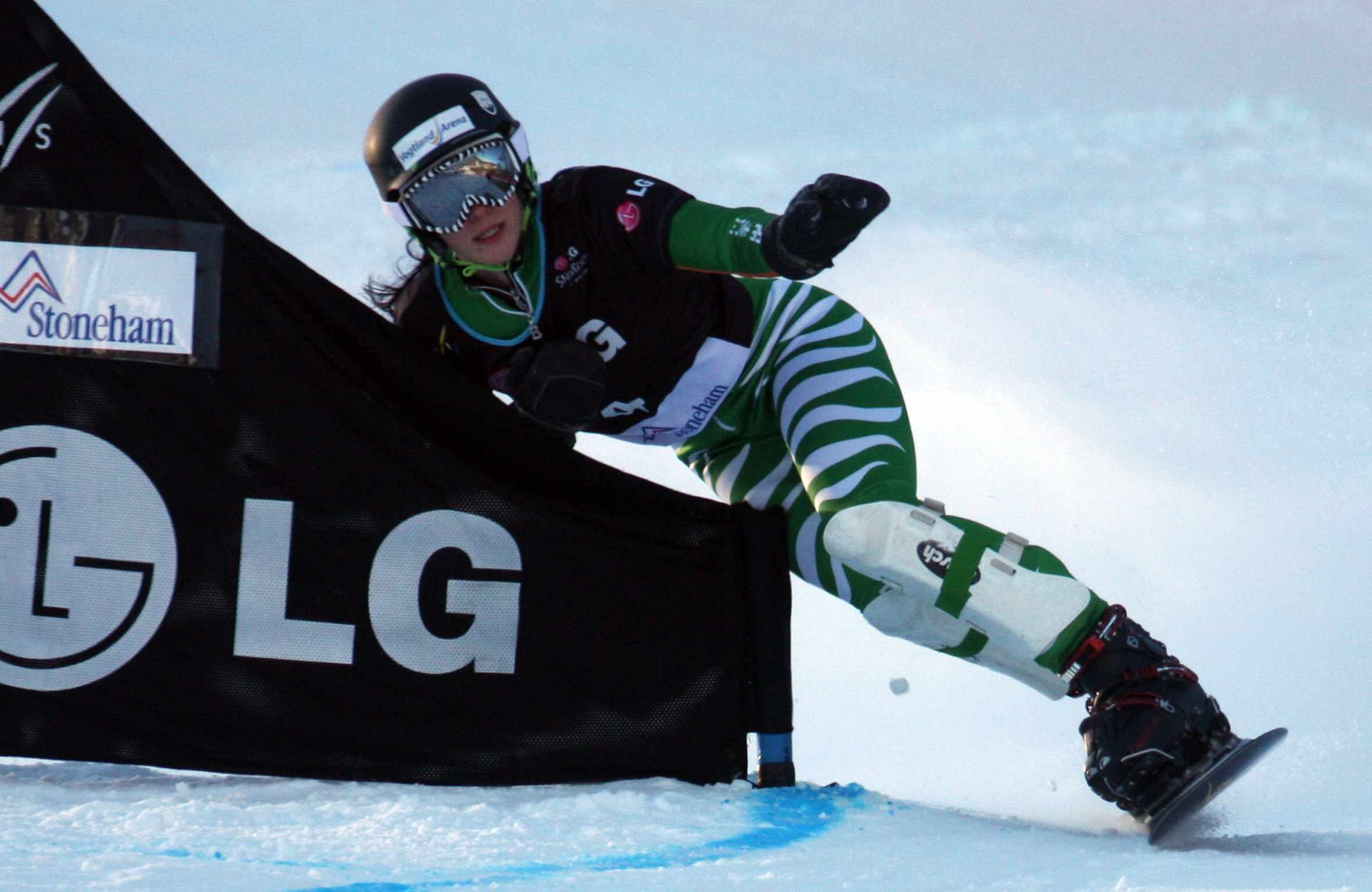
Isabella Laböck in Stoneham

In der Saison 2011/12 schaffte sie sechs Top-Ten-Ergebnisse, darunter war ein zweiter Platz im Parallelslalom in Carezza und sie verbesserte in der Gesamtwertung Parallel auf den fünften Platz. Dabei schaffte sie wieder kein Sieg im Weltcup aber dafür zwei bei den deutschen Meisterschaften 2012 in Götschen. Zu Beginn der Saison 2012/13 gewann sie den Europacup im Parallelriesenslalom in Kreischberg. Bis zu Weihnachten konnte sie weitere Ergebnisse in den Top Ten erreichen. Im Weltcup gelang ihr bis zu den Weltmeisterschaften wieder kein Weltcupsieg. Im Januar 2013 gewann sie bei den Weltmeisterschaften 2013 in Stoneham, Québec im Parallelriesenslalom überraschend die Goldmedaille und diese widmete sie ihren verstorben einen Bruder, denn er ist mit 19 Jahren bei einem Verkehrsunfall ums Leben gekommen. Nach den Weltmeisterschaften konnte sie bei den zwei Weltcups Ergebnisse im Mittelfeld einfahren. In der Weltcupgesamtwertung Parallel wurde sie 14., im Parallelriesenslalom 25., im Parallelslalom 8. und in der Europacupgesamtwertung wurde sie 12. Auch in der folgenden Weltcup-Saison 2013/14 gelang ihr wieder kein Weltcupsieg aber dafür weitere Top-Ten-Ergebnisse. Ihr bestes Saisonergebnis erreichte sie im Europacup in Hochfügen mit Platz fünf. In der Weltcupgesamtwertung Parallel wurde sie 11., im Parallelriesenslalom 10., im Parallelslalom 13. und im Europacupgesamtwertung wurde sie 37. Bei ihren zweiten Olympischen Winterspiele in Sotschi erreichte sie im Parallelriesenslalom den 18. Platz und im Parallelslalom den zehnten Platz. Gleich zu Beginn der Weltcup-Saison 2014/15 wurde Laböck in Carezza im Parallelriesenslalom zum zweiten Mal disqualifiziert und im weiteren Verlauf der Saison verlief durchwachsen. Beim Heimweltcup in Sudelfeld kam sie im Parallelriesenslalom nicht ins Ziel. In der Weltcupgesamtwertung Parallel wurde sie 28., im Parallelriesenslalom 27. und im Parallelslalom 26.
Im März 2017 beendete Laböck aus gesundheitlichen Gründen ihre aktive Sportlerkarriere. Hauptgrund dafür sei vor allem eine starke Verschlechterung der Arthrose in ihrem Sprunggelenk.

## Erfolge

### Weltmeisterschaften
- Whistler 2005: 38. Parallelriesenslalom, 35. Parallelslalom
- Arosa 2007: 11. Parallelriesenslalom, 7. Parallelslalom
- La Molina 2011: 11. Parallelriesenslalom, 28. Parallelslalom
- Stoneham 2013: 1. Parallelriesenslalom, 6. Parallelslalom
- Kreischberg 2015: 14. Parallelriesenslalom, 31. Parallelslalom

### Juniorenweltmeisterschaften
- Cardrona 2002: 2. Parallelriesenslalom
- Prato Nevoso 2003: 16. Snowboardcross, 13. Parallelriesenslalom
- Klinovec/Oberwiesenthal 2004: 6. Parallelriesenslalom, 13. Snowboardcross
- Vivaldi Park 2006: 2. Parallelriesenslalom

### Deutsche Meisterschaften
| Deutsche Meisterschaften | Deutsche Meisterschaften     | Deutsche Meisterschaften       | Deutsche Meisterschaften |
| ------------------------ | ---------------------------- | ------------------------------ | ------------------------ |
| Bronze                   | 2002 Kaunertal               | Bronze im Parallelriesenslalom |                          |
| Bronze                   | 2004 Bischofswiesen          | Bronze im Parallelslalom       |                          |
| Silber                   | 2007 Kaunertal               | Silber im Parallelslalom       |                          |
| Silber                   | 2009 Bischofswiesen/Götschen | Silber im Parallelriesenslalom |                          |
| Bronze                   | 2011 Bischofswiesen/Götschen | Bronze im Parallelriesenslalom |                          |
| Gold                     | 2012 Goetschen               | Gold im Parallelriesenslalom   |                          |
| Gold                     | 2012 Goetschen               | Gold im Parallelslalom         |                          |

### Weltcup
- 5 Podestplätze, davon 0 Siege:
- Weltcupplatzierungen

| Saison  | Gesamt | Parallel | Parallelriesenslalom | Parallelslalom | Snowboardcross |
| ------- | ------ | -------- | -------------------- | -------------- | -------------- |
| 2002/03 | –      | –        | –                    | –              | 44.            |
| 2003/04 | –      | 68.      | –                    | –              | –              |
| 2004/05 | –      | –        | –                    | –              | –              |
| 2005/06 | 193.   | 80.      | –                    | –              | –              |
| 2006/07 | 16.    | 10.      | –                    | –              | –              |
| 2007/08 | 28.    | 13.      | –                    | –              | –              |
| 2008/09 | 19.    | 9.       | –                    | –              | –              |
| 2009/10 | 19.    | 10.      | –                    | –              | –              |
| 2010/11 | 7.     | 5.       | –                    | –              | –              |
| 2011/12 | –      | 8.       | –                    | –              | –              |
| 2012/13 | –      | 14.      | 25.                  | 8.             | –              |
| 2013/14 | –      | 11.      | 10.                  | 13.            | –              |
| 2014/15 | –      | 28.      | 27.                  | 26.            | –              |

### Europacup
- 2 Podestplätze, davon 1 Siege:

|    | Datum         | Ort         | Land       | Disziplin            |
| -- | ------------- | ----------- | ---------- | -------------------- |
| 01 | Dezember 2012 | Kreischberg | Österreich | Parallelriesenslalom |

- Europacupplatzierungen

| Saison  | Gesamt | Parallel | Parallelriesenslalom | Parallelslalom | Snowboardcross |
| ------- | ------ | -------- | -------------------- | -------------- | -------------- |
| 2001/02 | –      | –        | 81.                  | 42.            | 9.             |
| 2002/03 | –      | 104.     | –                    | –              | 12.            |
| 2003/04 | –      | 43.      | –                    | –              | –              |
| 2004/05 | –      | 42.      | –                    | –              | –              |
| 2005/06 | –      | 18.      | –                    | –              | –              |
| 2006/07 | –      | 60.      | –                    | –              | –              |
| 2007/08 | –      | 41.      | –                    | –              | –              |
| 2009/10 | –      | 57.      | –                    | –              | –              |
| 2010/11 | –      | 53.      | –                    | –              | –              |
| 2012/13 | –      | 12.      | –                    | –              | –              |
| 2013/14 | –      | 37.      | –                    | –              | –              |

### Nor-Am Cup
- 3 Podestplätze, davon 1 Siege:

|    | Datum             | Ort    | Land               | Disziplin      |
| -- | ----------------- | ------ | ------------------ | -------------- |
| 01 | 19. November 2010 | Copper | Vereinigte Staaten | Parallelslalom |

- Nor-Am Cup Platzierungen

| Saison  | Gesamt | Parallel | Parallelriesenslalom | Parallelslalom | Snowboardcross |
| ------- | ------ | -------- | -------------------- | -------------- | -------------- |
| 2009/10 | –      | 22.      | –                    | –              | –              |
| 2010/11 | –      | 13.      | –                    | –              | –              |
| 2012/13 | –      | 46.      | -                    | –              | –              |